# Alejandro Higuera Osuna
Alejandro Higuera Osuna (Mazatlán, Sinaloa, 17 de febrero de 1963) es un político mexicano, se ha desempeñado como Presidente municipal de Mazatlán en tres periodos (1999-2001, 2005-2007 y 2011-2013), diputado federal en las LIX y LVI legislaturas y diputado local en las LIX y LIII legislaturas del estado. Actualmente se encuentra desempeñando el cargo de secretario Particular del gobernador en la administración de Rubén Rocha Moya.
Alejandro Higuera tomó protesta al cargo de secretario particular, el lunes 1 de noviembre a las 00:01 junto a los demás funcionarios del gobierno de Rocha Moya que ya estaban designados para ese momento.